# IPhone 13
iPhone 13及iPhone 13 mini是由蘋果公司設計與銷售的智能手機，為第15代iPhone系列智慧型手機之一，亦是iPhone 12及iPhone 12 mini的後繼機型。該系列於2021年9月14日在美國加利福尼亞州庫比蒂諾的蘋果園區舉行的發布會上隨著高端機型iPhone 13 Pro及iPhone 13 Pro Max一同發布。由於2019冠状病毒病疫情關係，該發布會繼續為線上直播進行。iPhone 13及iPhone 13 mini於2021年9月17日開始預訂，並於2021年9月24日在大部分地區發售。

## 特點
iPhone 13將晶片改為採用5奈米工藝製造的A15；相機的夜間模式也得到了改進。13系列的攝影是包含iPhone 13也有一起巨大提升，感光元件已經拉升至去年12 Pro Max同等級，並且在錄影功能和演算法也全面下放至13。

## 外觀設計
iPhone 13系列相較於前代縮小了螢幕缺口部分的佔據面積約20%。iPhone 13系列因單顆鏡頭大小變大，以至於iPhone 13系列的雙鏡頭是採用斜對角設計而非前代的垂直擺設。此代iPhone更為環保，除包裝盒從封膜改為紙材封條外，機身也採用回收材料製造。然而其配件與相似外型的12系列並無法互通，續航力在iPhone 13 mini也獲得增強，據iFixit的拆機發現電池容量為2,406mAh，較前代的2,227mAh提升了約5%左右。。

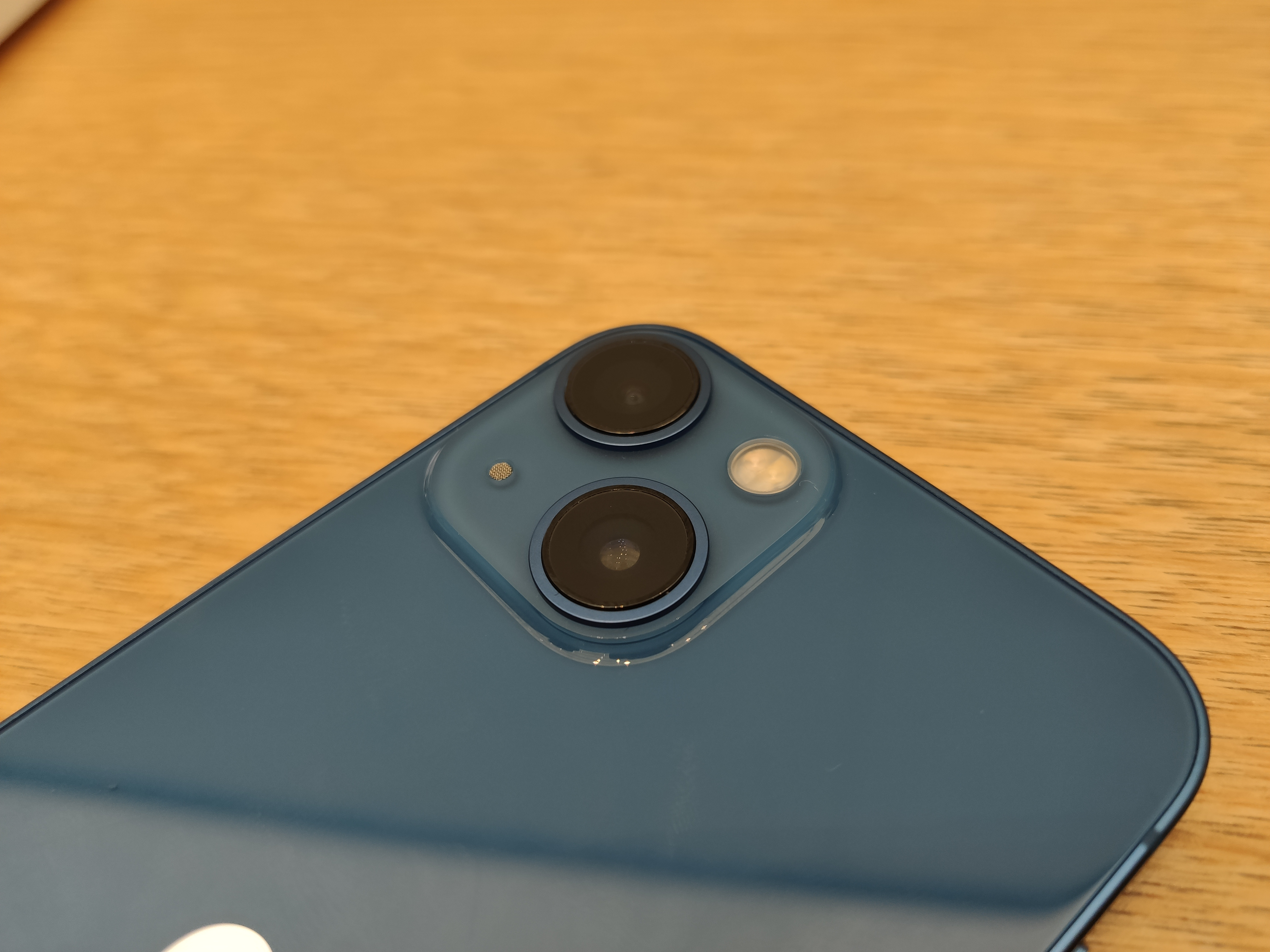
iPhone 13的雙鏡頭採用斜對角設計

機身共有六種顏色可選，有粉紅色、藍色、午夜色、星光色、綠色、與(PRODUCT) RED(紅色)。

| 顏色 | 中文名稱          | 英文名稱     |
| ---- | ----------------- | ------------ |
|      | 粉紅色            | Pink         |
|      | 藍色              | Blue         |
|      | 午夜色            | Midnight     |
|      | 星光色            | Starlight    |
|      | 綠色              | Green        |
|      | 紅色/(PRODUCT)RED | (PRODUCT)RED |

## 规格
处理器
iPhone 13 和 iPhone 13 Mini 使用 Apple 设计的A15 Bionic 芯片。iPhone 13 和 13 Mini 配备 6 核CPU、4 核GPU和 16 核神经引擎，而iPhone 13 Pro 和 13 Pro Max配备 5 核 GPU。

#### 显示屏
iPhone 13 采用 6.1 英寸（15 厘米）显示屏，采用 Super Retina XDR OLED技术，分辨率为 2532×1170 像素，像素密度约为 460 PPI，刷新率为 60Hz。iPhone 13 Mini 采用 5.4 英寸（14 厘米）显示屏，采用相同技术，分辨率为 2340×1080 像素，像素密度约为 476 PPI。

#### 摄像头
iPhone 13 和 13 Mini 采用相同的摄像头系统，共配备三个摄像头：一个前置摄像头 (12MP f/2.2) 和两个后置摄像头：一个广角 (12MP f/1.6) 和超广角 (12MP f/2.4) ） 相机。后置摄像头都包含更大的传感器，可通过主摄像头上的新传感器的移位 ，光学图像稳定(OIS)来实现更多的光聚集。背面的摄像头模块以对角线排列而不是垂直排列，用以设计更大的传感器。
这些相机使用 Apple 最新的计算摄影引擎，称为 Smart HDR 4。用户还可以在拍摄过程中从一系列摄影风格中进行选择，包括丰富的反差色、暖色调和冷色调。Apple 称这与滤镜不同，因为它在捕获过程中与图像处理算法智能配合，以对图像进行局部调整，并且效果将被嵌入到照片中，不像滤镜可以后期移除。
相机应用程序包含一种称为电影模式的新模式，该模式允许用户在拍摄对象之间聚焦并使用软件算法创建浅景深。它在 1080p、30 fps 的广角和前置摄像头上受支持。

## iPhone产品时间线
| iPhone型號年表 |
| -------------- |
|                |

## 外部連結
- 官方网站

| 前任者： iPhone 12 / 12 mini iPhone 12 Pro / 12 Pro Max | iPhone 13 mini iPhone 13 iPhone 13 Pro / 13 Pro Max 第15代 | 繼任者： iPhone 14 iPhone 14 Plus iPhone 14 Pro / 14 Pro Max |